# دی‌والت
دی‌والت (با نام تجاری DeWalt) برند آمریکایی تولید ابزار برقی و ابزار دستی برای ساختمان سازی، تولید و نجاری می‌باشد. دی‌والت نام تجاری بلک اند دکر، زیر مجموعه استنلی بلک اند دکر می‌باشد.

## نگارخانه

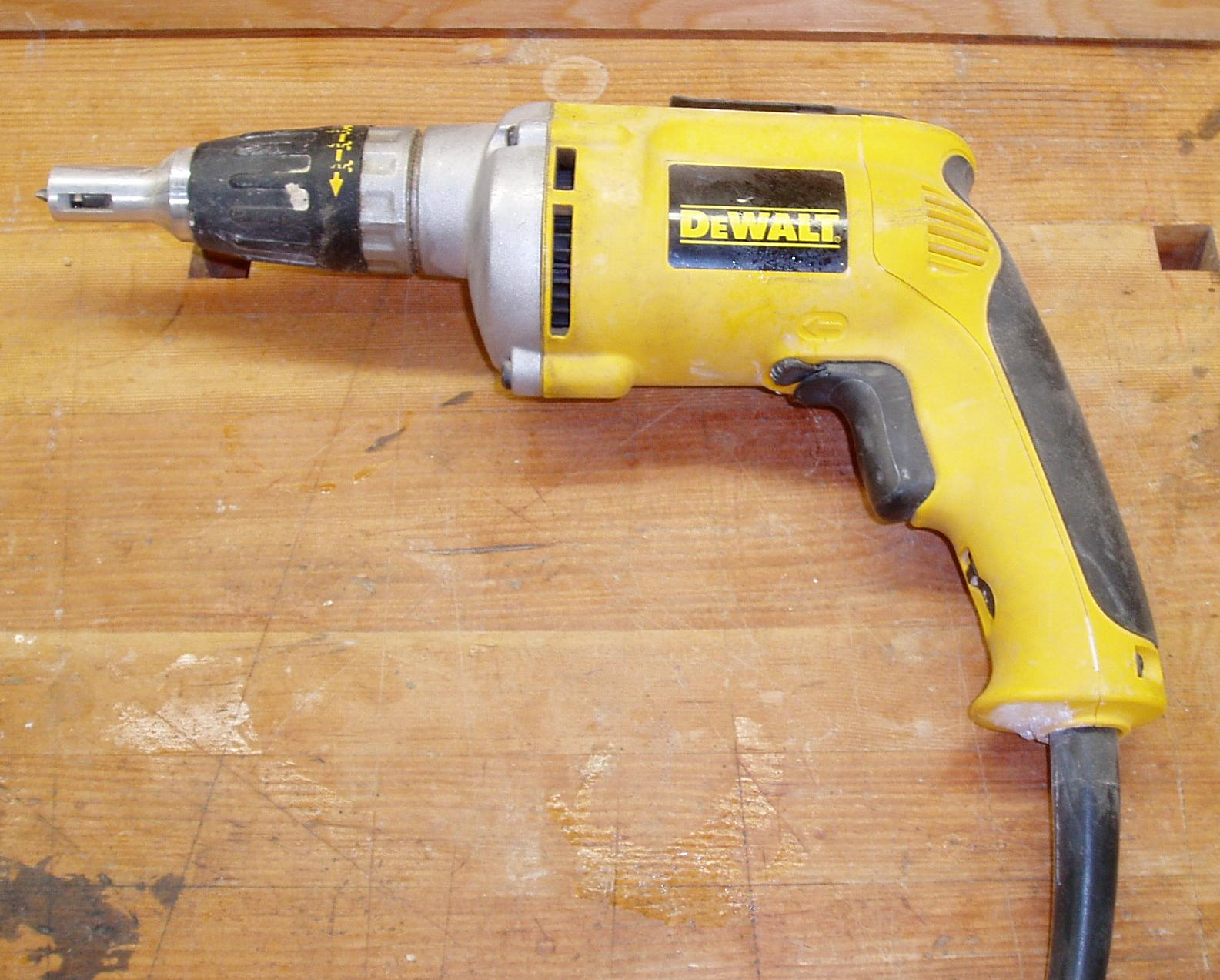
پیچ گوشتی برقی drywall
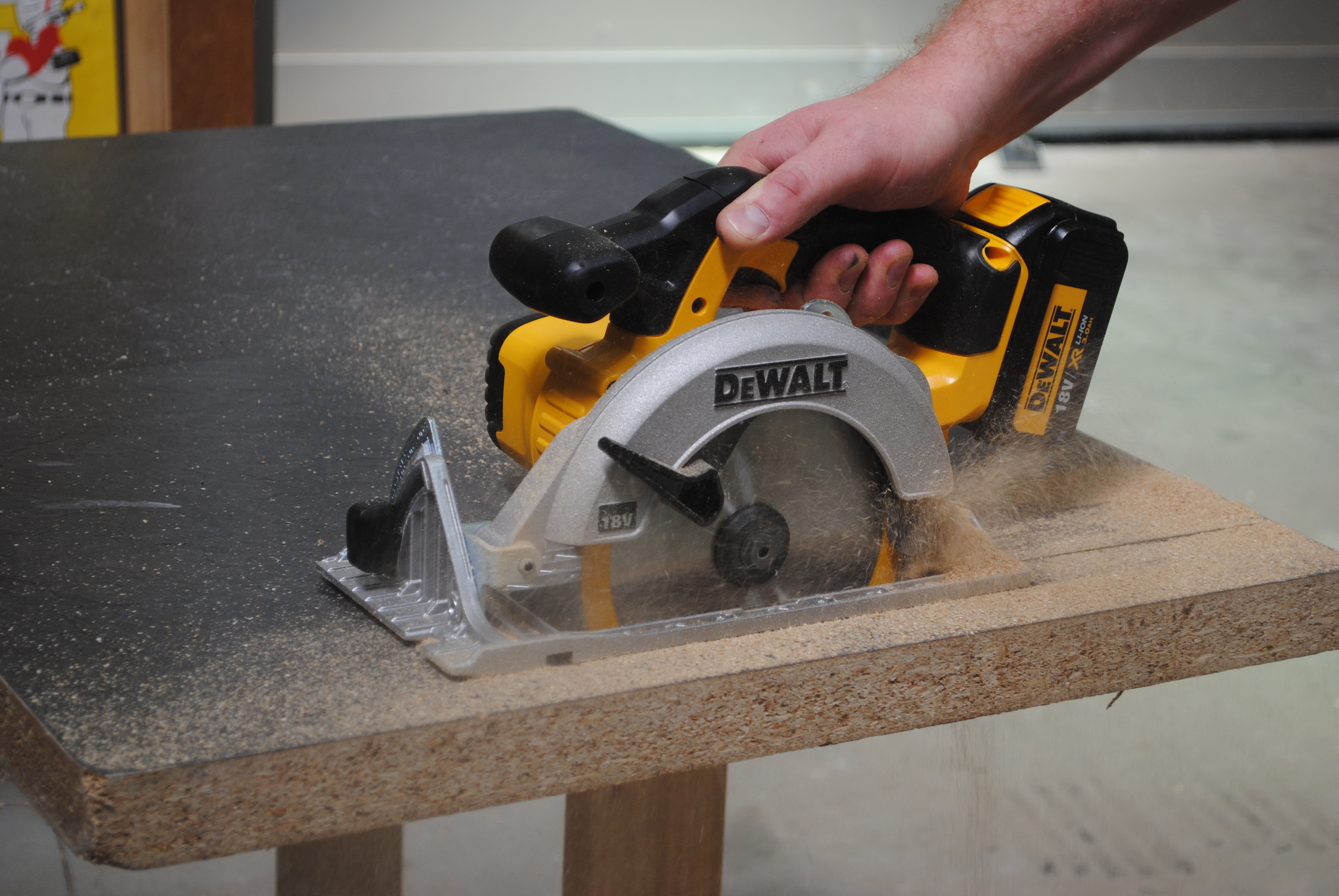
اره گردبر دی والت
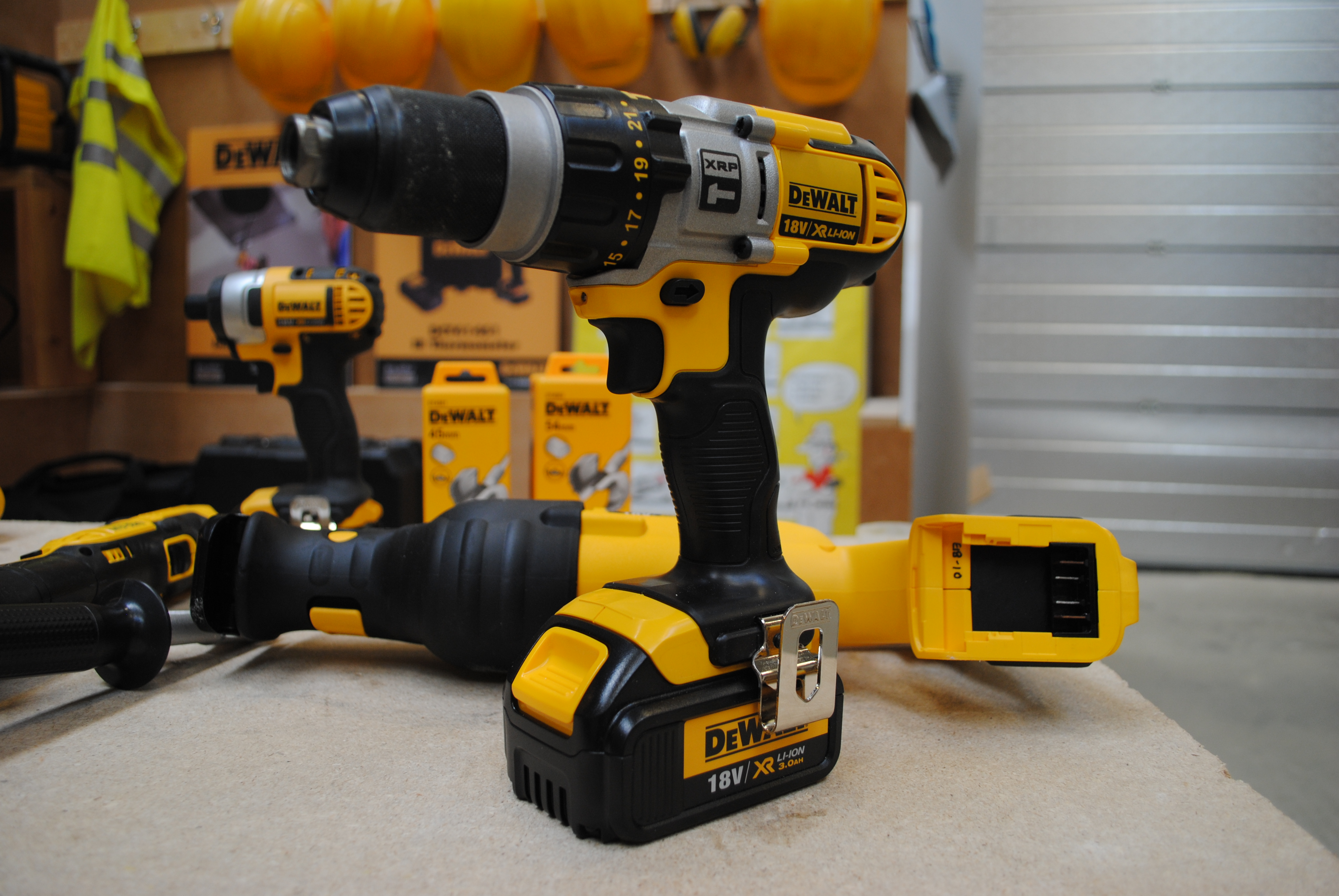
دریل پیچ گوشتی شارژی چکشی
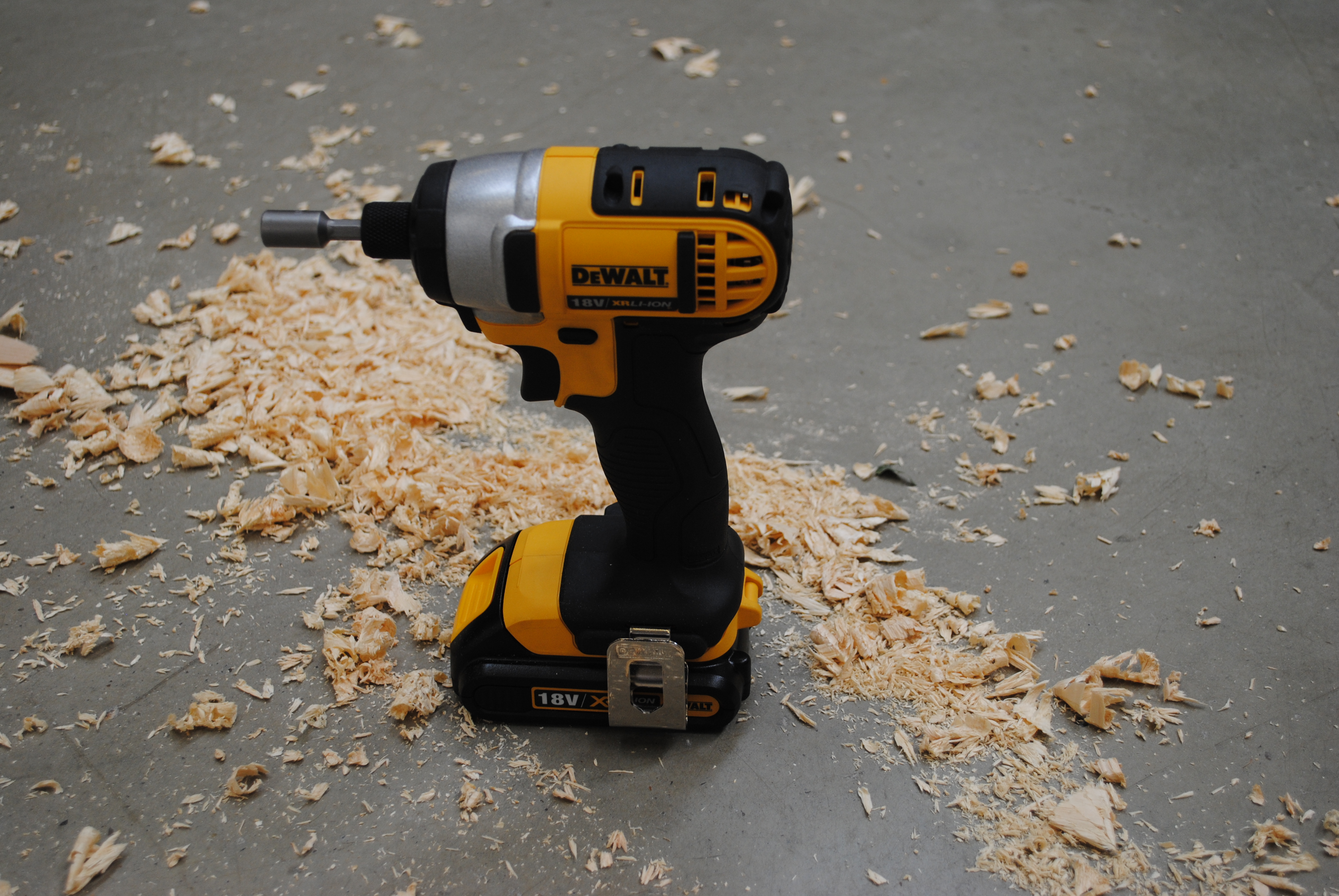
پیچ گوشتی ضربه ای
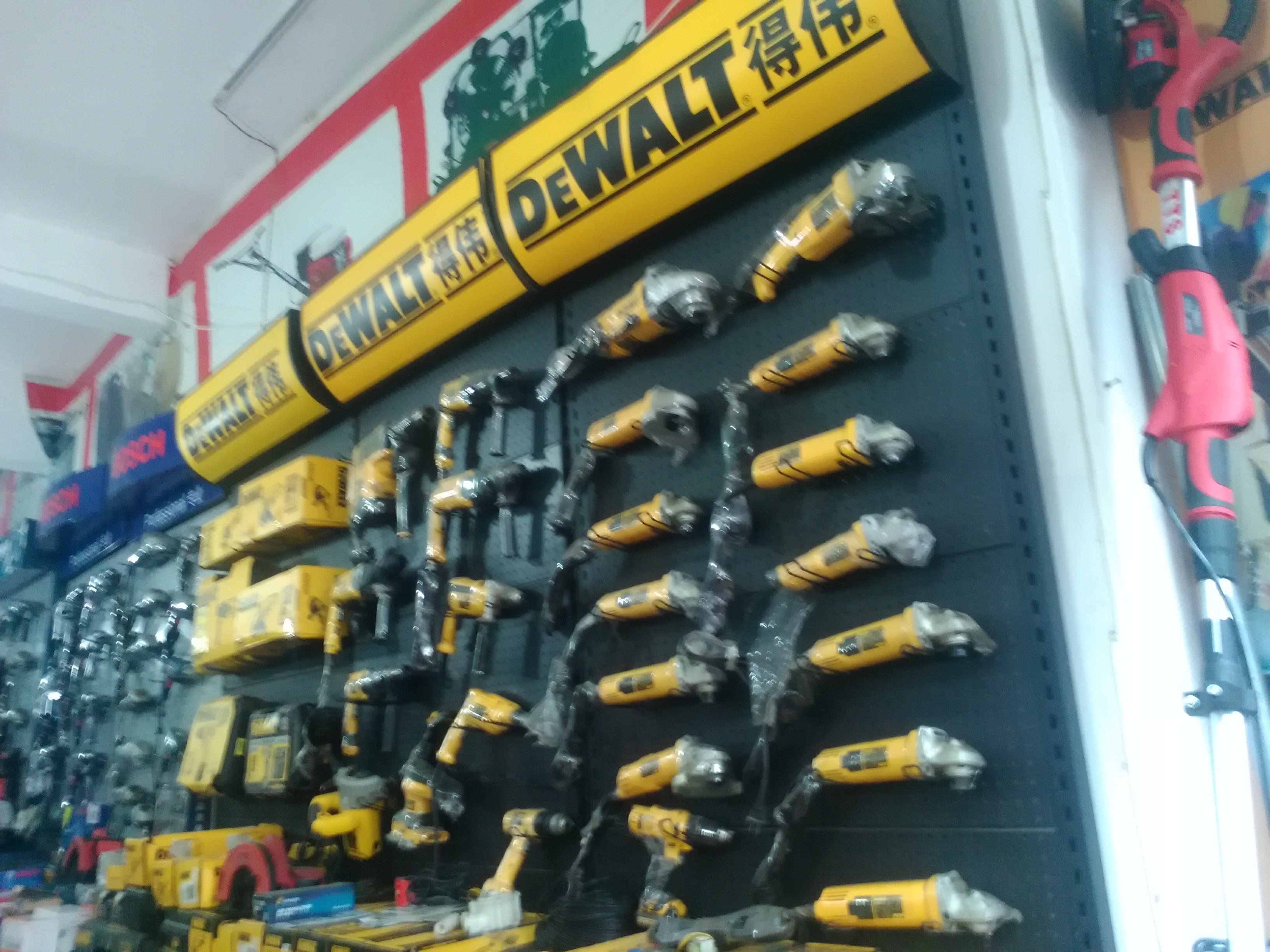
فروش ابزارهای دی والت در چین